# Igreja de São Cristóvão de Rio Mau

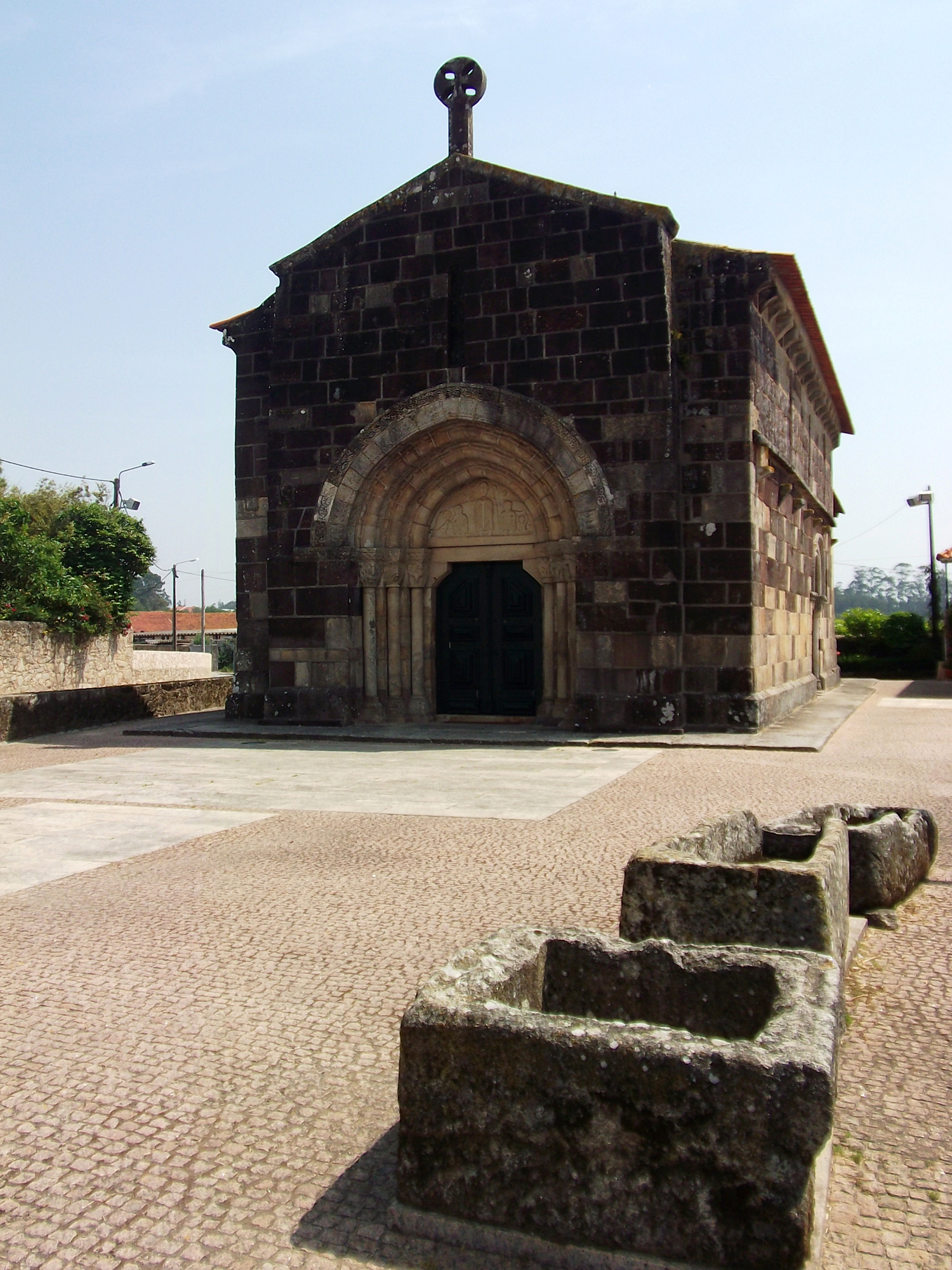
Igreja de Rio Mau.

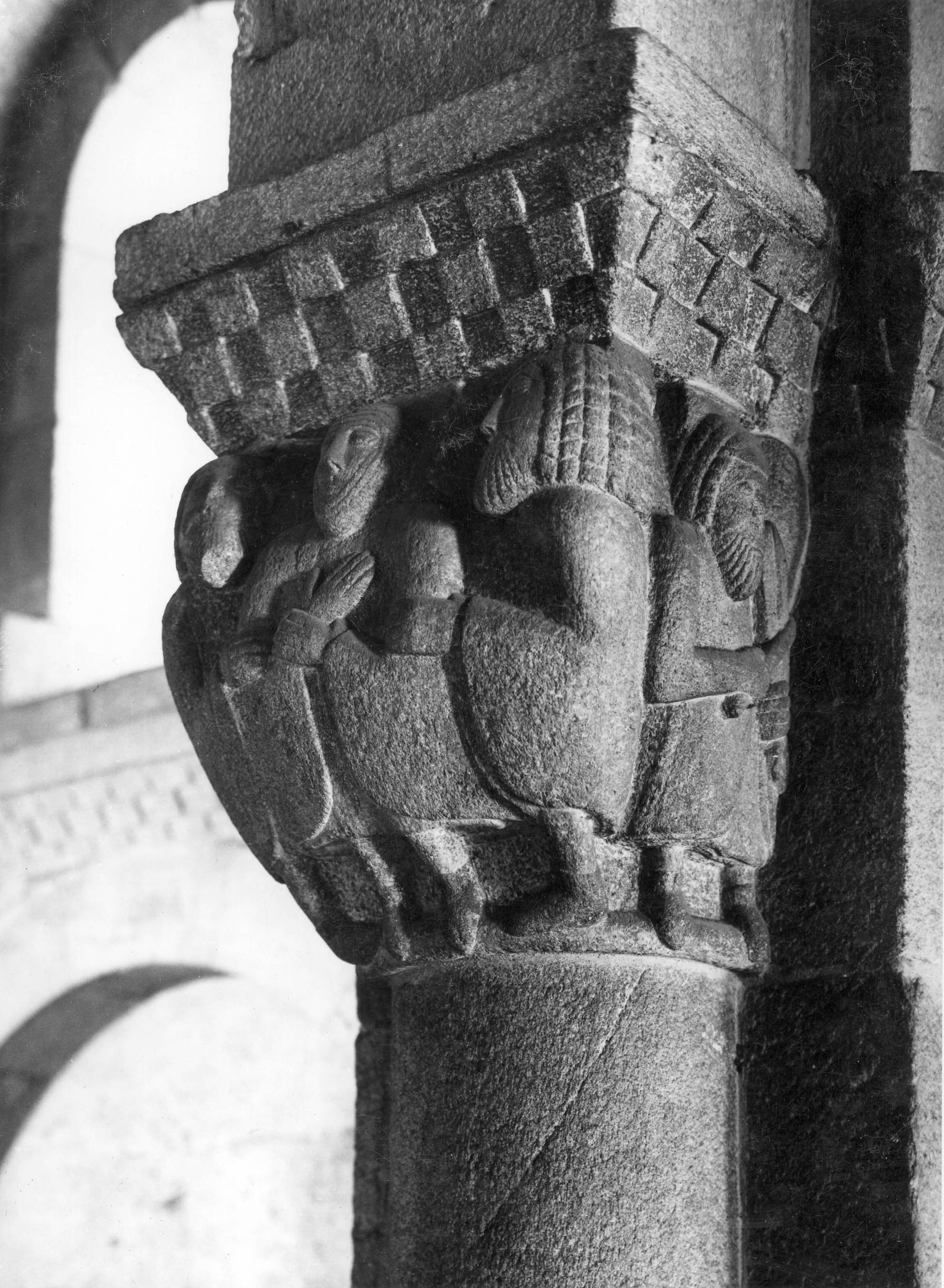
Igreja de Rio Mau: vista de um capitel da capela-mor.

A Igreja de São Cristóvão de Rio Mau localiza-se na freguesia de Rio Mau, no município de Vila do Conde, distrito do Porto, em Portugal. Esta pequena igreja é tudo o que restou de um antigo mosteiro fundado no século XI, sendo um importante representante da arte românica em Portugal.
A Igreja de São Cristóvão de Rio Mau está classificada como Monumento Nacional desde 1910.

## História
A referência mais antiga ao mosteiro de Rio Mau data de 1103, o que indica que o estabelecimento deve ter sido fundado no século XI. Atualmente só a igreja do mosteiro, dedicada a São Cristóvão, está ainda de pé.
A igreja atual é o resultado de uma reedificação realizada a partir de 1151, como indicado por uma inscrição na ábside do edifício. Esta reconstrução, em estilo românico, foi executada em várias fases, sob diferentes influências artísticas. A capela-mor foi construída primeiro e revela forte influência da arte galega contemporânea. Muito importante nesta parte da igreja são os capitéis do interior, realizados com maestria, que representam diversos temas difíceis de interpretar atualmente. Entre os motivos dos capitéis destaca-se um com jograis (músicos-poetas medievais tocando instrumentos), entre outros.
Já para finais do século XII e inícios do século XIII foi construída a atual nave e as partes mais ocidentais do templo, incluindo os portais, que exibem influência do chamado românico beneditino português.
Em 1443 o mosteiro foi extinto e seus bens passaram ao Mosteiro de São Simão da Junqueira, existente nas proximidades, o que possivelmente contribui na sobrevivência da igrejinha românica apesar de que as dependências conventuais foram demolidas.
Já no século XX o templo foi objeto de intervenção de restauro.

## Características

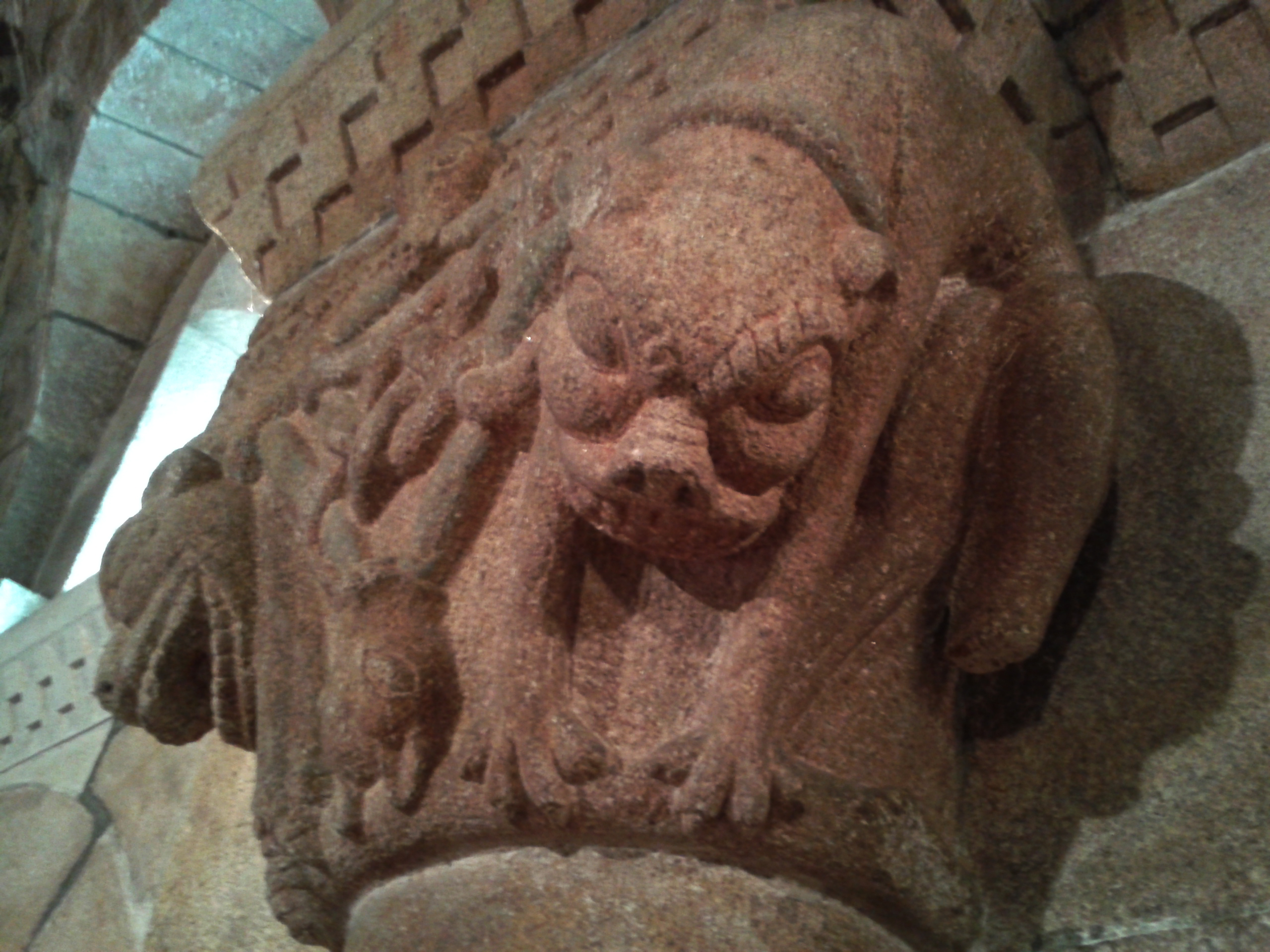
Capitel com bestas.

A nave é única com cobertura de madeira. Os portais são a parte mais interessante desta parte da igreja. O portal lateral norte tem um tímpano esculpido com um dragão e um grifo enfrentados, uma provável representação da luta entre Jesus e o diabo. Já o portal principal tem um tímpano mais complexo: no centro há um bispo em atitude de bendição, provavelmente Santo Agostinho, uma vez que o mosteiro pertencia aos Cónegos Regrantes de Santo Agostinho. O bispo é ladeado por dois pequenos diáconos e, mais externamente, por duas pequenas figuras, um pássaro com um sol e uma sereia segurando uma lua, símbolos também associados a Santo Agostinho. Este tímpano foi executado de maneira ingênua mas não deixa de ser um belo exemplo de escultura e iconografia românica. Os capitéis da portada principal seguem o estilo do "românico beneditino" típico do norte de Portugal.